# Brücke Glasenbach
Die Brücke Glasenbach ist eine Bogenbrücke aus Stein, die auf dem Gebiet von Glasenbach, einem Ortsteil der österreichischen Gemeinde Elsbethen, südlich amgremzend an die Stadt Salzburg liegt. Sie hat eine Länge von 18 m und eine Bogenhöhe von 5,5 m.
Die Brücke überspannt den Klausbach, der die Glasenbachklamm durchfließt und in die Salzach mündet. Errichtet wurde der Bau in den Jahren 1953 bis 1954 und ersetzte eine Holzbrücke, die zuvor immer wieder durch Hochwässer zerstört worden war.
Eine wichtige Rolle spielt die Brücke Glasenbach für den Verkehr in das südliche Salzburger Umland. Über sie führt die Halleiner Landesstraße (L 105), die die Stadt Salzburg mit der Tennengauer Bezirkshauptstadt Hallein verbindet – die einzige Straße auf dem rechten Salzachufer zwischen diesen Städten.

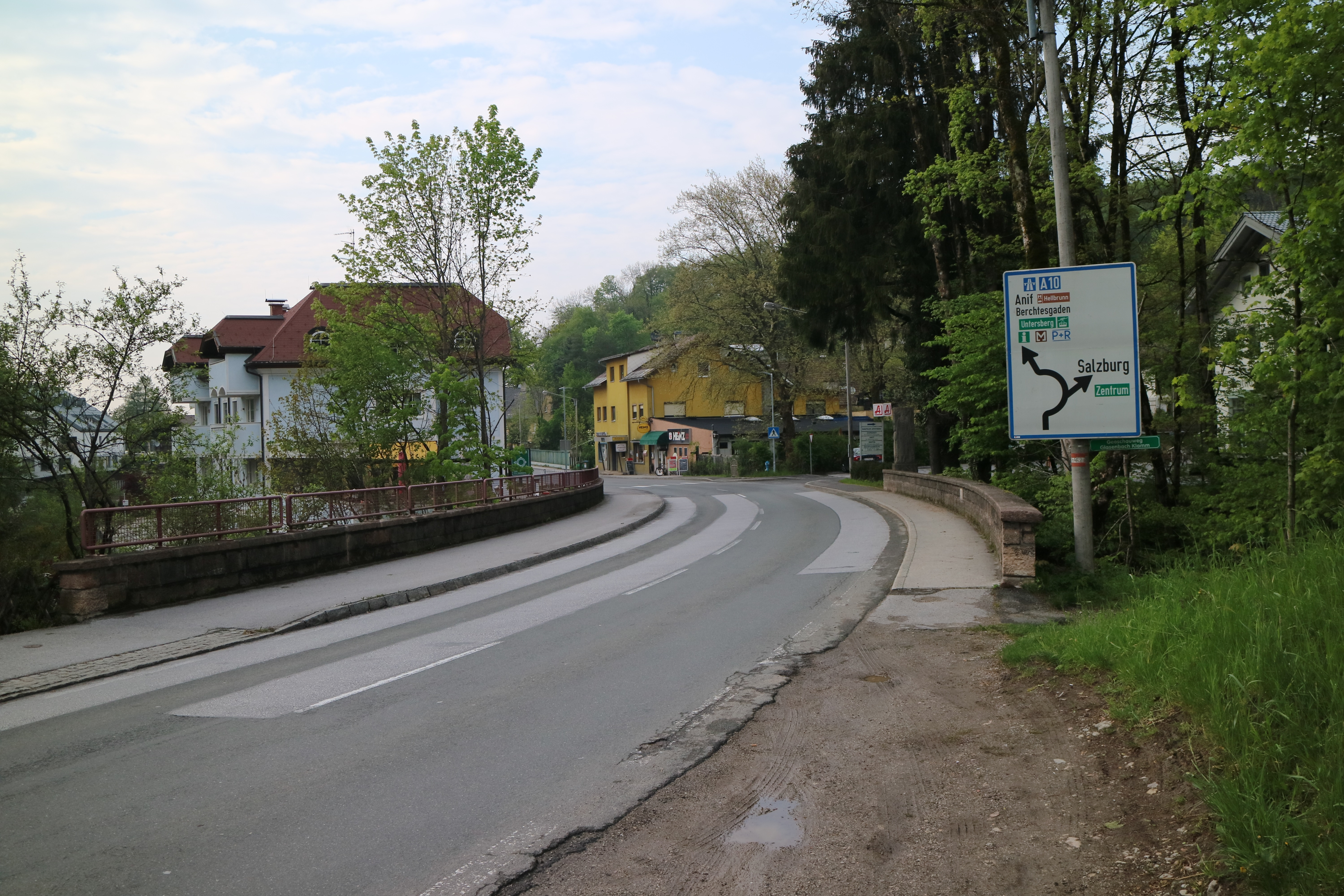
Ansicht von Süden
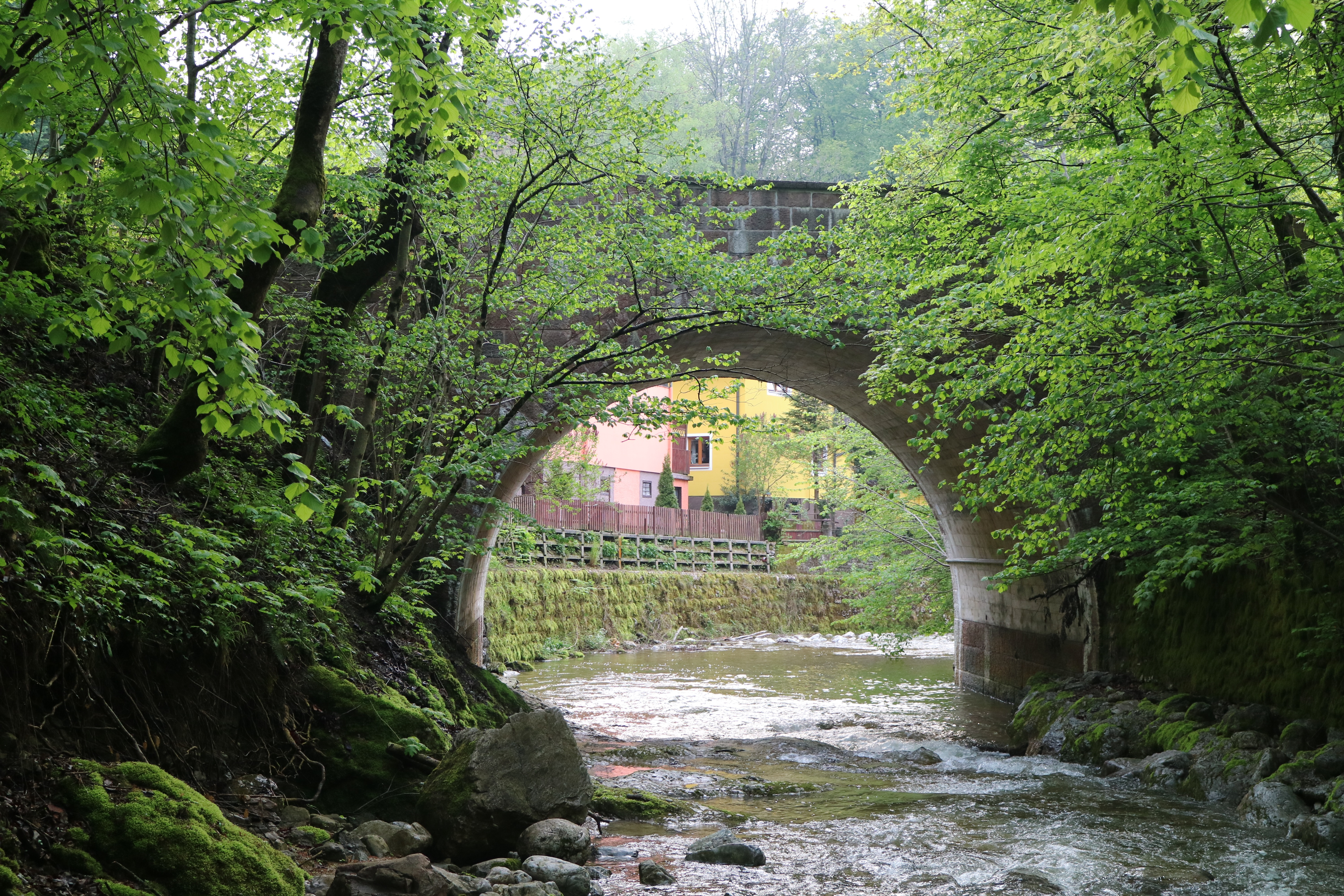
Ansicht vom Klausbach